# Nicorești
Nicorești is een Roemeense gemeente in het district Galați.
Nicorești telt 4141 inwoners.